# مقتل تيا شارب
تيا شارب (30 يونيو 2000 - 3 أغسطس 2012) فتاة إنجليزية تبلغ من العمر 12 عاما قتلت في قضية رفيعة المستوى في المملكة المتحدة، حيث انه تم الإبلاغ عنها في عداد المفقودين من منزل جدتها، كريستين شارب، في نيو أدينغتون، لندن، خلال شهر أغسطس عام 2012.

## روابط خارجية
- Tia Sharp: timeline of her disappearance
- The Murder of Tia Sharp